# 大蔵省主税局税制課
大蔵省主税局税制課（おおくらしょうしゅぜいきょくぜいせいか）は、昭和20年代の大蔵省に置かれていた部署である。

## 沿革
- 1949年（昭和24年）6月1日 - 国税第一課と国税第二課を廃止して税制課を設置[1]。
- 1952年（昭和27年）8月16日 - 主税局の総合調整機能、直接税を所掌する税制第一課と間接税を所掌する税制第二課へ分離される。

## 所掌事務
所掌
大蔵省組織規定（昭和25年5月）に所掌事務が規定されている。
```
（税制課の所掌事務）
第18条 税制課においては、左の事務をつかさどる。
 一 内国税に関する法令を企画及び立案すること（但し、
国税庁
の所掌に属するものを除く）。
 二 
税務代理士
に関する法令を企画及び立案すること。
 三 
地方税
及び地方財政平衡交付金の制度に関すること。
 四 主税局の所掌事務の総合調整に関すること。
 五 前各号に掲げるものの外、主税局の事務で、他の部課の所掌に属さないものを行うこと。
```